# Mamborê
Mamborê é um município brasileiro do Estado do Paraná. Tem uma área de 788,061 km² e sua população era de 13 014 habitantes, conforme estimativa do IBGE de 2020.

## História
As primeiras clareiras abertas na região onde se localiza o município foram abertas pelos pioneiros para facilitar o trânsito e o comércio da erva-mate. Em 1940, começou o processo de colonização da região, seguindo as picadas abertas pelos ervateiros, e utilizando os barracões abandonados como local de pouso. Nesta época, a economia local era baseado na produção agrícola. Criado através da Lei Estadual nº 4.425 de 28 de julho de 1960, e instalado em 3 de novembro de 1961, foi desmembrado de Campo Mourão. 